# Gare de Noyen
La gare de Noyen est une gare ferroviaire française de la ligne du Mans à Angers-Maître-École, située sur le territoire de la commune de Noyen-sur-Sarthe, dans le département de la Sarthe en région Pays de la Loire.
Elle est mise en service en 1863 par la compagnie des chemins de fer de l'Ouest. C'est aujourd'hui une halte ferroviaire de la Société nationale des chemins de fer français (SNCF), desservie par des trains TER Pays de la Loire circulant entre Le Mans et Angers-Saint-Laud.

## Situation ferroviaire

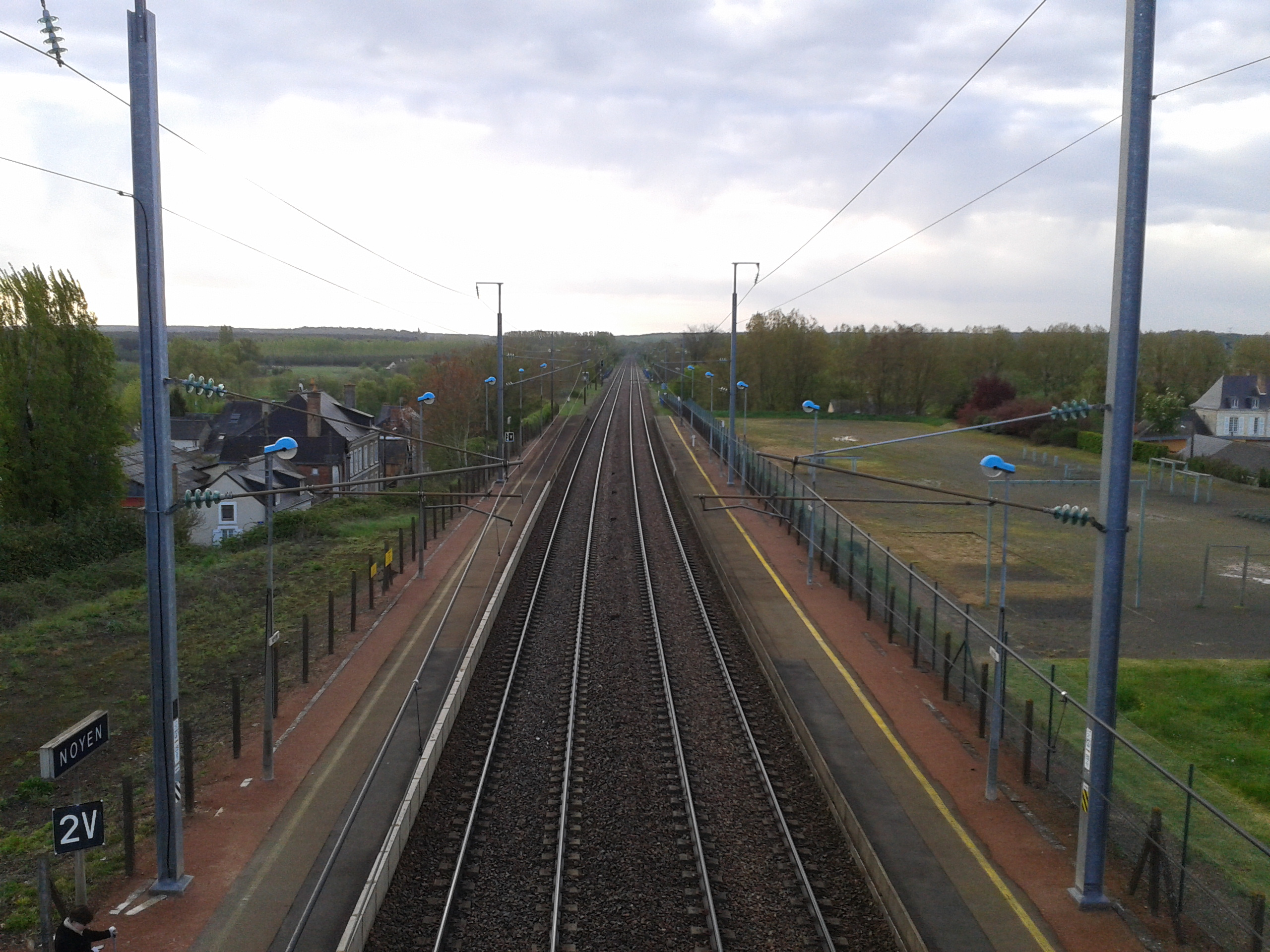
Les voies vers Le Mans en 2012

Établie à 49 m d'altitude, la gare de Noyen est située au point kilométrique (PK) 239,338 de la ligne du Mans à Angers-Maître-École, entre les gares ouvertes de La Suze et de Sablé-sur-Sarthe.

## Histoire
La compagnie des chemins de fer de l'Ouest met en service la station de Noyen le 23 mars 1863 lors de l'ouverture du trafic sur la voie ferrée du Mans à Sablé.

## Services des voyageurs

### Accueil
Halte SNCF, c'est un point d'arrêt non géré (PANG) à entrée libre. Elle dispose d'abris de quai et d'une passerelle permettant le passage en sécurité d'un quai à l'autre.
En 2023, la fréquentation de cette gare a été de 40 504 voyageurs.

### Desserte
Noyen est desservie par des trains TER Pays de la Loire circulant entre Le Mans et Angers-Saint-Laud.

### Intermodalité
Un parc pour les vélos et un parking pour les véhicules sont aménagés.